# Liste der Naturdenkmale in Hochdorf (Riß)
| Naturdenkmale | Anzahl |
| ------------- | ------ |
| FND           | 1      |
| END           | 2      |
| Gesamt        | 3      |

Die Liste der Naturdenkmale in Hochdorf nennt die verordneten Naturdenkmale (ND) der im baden-württembergischen Landkreis Biberach liegenden Gemeinde Hochdorf. In Hochdorf gibt es insgesamt drei als Naturdenkmal geschützte Objekte, davon ein flächenhaftes Naturdenkmal (FND) und zwei Einzelgebilde-Naturdenkmale (END).
Stand: 26. März 2017.

## Flächenhafte Naturdenkmale (FND)
| Name                     | Bild | Kennung     | Einzelheiten | Position | Fläche Hektar | Datum         |
| ------------------------ | ---- | ----------- | ------------ | -------- | ------------- | ------------- |
| Michelstein              | BW   | 84260580001 | Hochdorf     | ⊙        | 0,0           | 18. Jan. 1937 |
| Legende für Naturdenkmal |      |             |              |          |               |               |

## Einzelgebilde (END)
| Name                        | Bild | Kennung     | Einzelheiten | Position | Fläche Hektar | Datum        |
| --------------------------- | ---- | ----------- | ------------ | -------- | ------------- | ------------ |
| Linde an der Stauferstrasse | BW   | 84260580002 | Hochdorf     | ⊙        | 0,0           | 11. Mai 1993 |
| Linde beim Adlerwirt        | BW   | 84260580003 | Hochdorf     | ⊙        | 0,0           | 11. Mai 1993 |
| Legende für Naturdenkmal    |      |             |              |          |               |              |